# ザブングル (架空の兵器)
ザブングル (Xabungle) は、テレビアニメ及びアニメーション映画『戦闘メカ ザブングル』に登場する架空の人型巨大ロボット兵器。

## 機体解説
ザブングルは、語尾に「～タイプ」を付けて「ザブングルタイプ」とも呼ばれる。ザブングルタイプは、惑星ゾラの支配階級であるイノセントが提供するウォーカーマシン（以下、WM）の中でもかなり希少なタイプで、分離合体機構を有している。また、ブルーストーン採掘や重機的作業、ブレーカーの用心棒家業向けといった従来の機体とは一線を画し、主人公ジロン・アモスが「まるで人間」と感嘆するほど、人型とその柔軟性を追求している。機体色は青と白のツートン。
劇中では主人公たちアイアン・ギアーのクルーが使用する2機しか登場していないが、他にも同型の機体が使用されていることを示唆する台詞があり、20機に満たない数が生産されたとする史料も存在する。なお、広義の意味でのザブングルタイプとの分類も存在し、ウォーカー・ギャリアやブラッカリィがカテゴライズされる事もあり、特にブラッカリィは頭部がザブングルと酷似しているため、ジロンらから「ザブングル…!?」と見紛われた。
本機は二機のビークルが人型に合体するマシンであり、上半身となるスポーツカータイプのマシンをブングル・スキッパー、下半身となる航空機タイプのマシンをブングル・ローバーと呼ぶ。不整地が多いゾラにあって、4輪とはいえ車輪幅の狭いブングル・スキッパーにくわえ前輪が飛行機の着陸脚状で3輪のブングル・ローバーは走破性が劣悪であり、序盤以降はWMとして使用することが多かった。またブングル・スキッパー、ブングル・ローバーは前後に連結してザブングル・カー（ブングル・トレーラー）としても使用できた。なお、ブングル・スキッパー、ブングル・ローバーともに飛行能力を有しており、それぞれ飛行形体にも変形できる。しかし、ブングル・スキッパーがザブングルの上半身、車両形体、飛行形体に変形するのに対し、ブングル・ローバーはザブングルの下半身、飛行形体、カーゴ形体の変形であるため、ブングル・ローバーの自走能力は高くない。
固定武装としてブングル・スキッパーとブングル・ローバーにはミサイルが装備されているが、WM状態では使用できない。だがWMとしては珍しい5本指のマニピュレーターを装備しているため、オプションの手持ち武器を多用でき、汎用性は非常に高い。ブルーストーン掘削作業は軽視されており、戦闘用に特化しているのが特徴である。操縦者の能力も相まって劣勢な状況でなければほぼ有利に戦闘を展開していることから、戦闘力は非常に高いと言える。
本機は運動性において他のWMに比べ秀でているとされ、出力のスペックも高い。ただし実際の戦闘においてはガバメント・タイプやガラバゴス・タイプに苦戦しており、劇中でもジロンが「もっといいWMが欲しい」と漏らすように、必ずしも全ての面において高性能というわけではない。特にジャンプ等にホバーノズル（ジェット噴射）を使うと燃費が悪く、劇中でラグが「ガソリンを喰いすぎる」とこぼしている。給油口は背面に存在するが、燃料の少ない状態で四つん這いになるとエンジンに上手く燃料がまわらず、ガス欠状態に陥りエンストする場面があった。
本機は分離合体機構を始めとする様々な実験的技術を大量に盛り込んだ結果、機体構造が極めて複雑化し、設計段階からの欠陥を多数露呈した。分離時の固定武装は、WM形体時には発射口が全て塞がれて使用できない。逆に分離時は、WM形体時に使用する銃火器を携行するためのウエポンラッチがなく、劇中ではカーゴ形体のブングル・ローバーにライフルをロープで縛りつけ強引に携行していた。合体・変形するには上・下半身を左右逆方向に180°ひねる必要があり、このため通常は2機とも飛翔して空中で合体を行う（アイアン・ギアー艦内で分離状態だった機体が合体していたこともあったが、どうやって艦内で合体させたのかは不明）。変形中は空中で無防備になり、第3話ではダッガー・タイプの対空砲火に晒されたが、幸い劇中で撃墜される事はなかった。
複雑な変形機構は深刻な故障を招きやすく、ダイクとチルが搭乗して合体した際は変形中の故障でコクピットのある頭部が胴体に格納されたまま展開せず、視界を失ったまま撃破されかけたこともあった。また、ブングル・ローバーのコクピットはWM形体時には胴体内で完全密閉されてしまい出入りできない（劇中でこの席に搭乗したダイクの発言）。流通量が極めて少ない上、ストーリー中途よりイノセントとの交易（補修部品の調達）もできなくなったため、機体各部を破損したジロン機は修理できないまま大破するまで運用され続けた。
ザブングルほどの複雑な機構を持つ機体は、以後には登場していない。しかし複雑な動作をする割には劇中ではハンドルとアクセル、クラッチなど現在の自動車とほぼ同じレベルにまで操縦は単純化されており、かなり気軽に乗り回す事ができる。これはザブングルタイプのコンピューター・コアが他のWMに比べて段違いの性能を持っているためである。イノセントはシビリアン達に完全な「兵器」を与える事で、彼らはどのような行動をするかを推し量るために戦闘型WM＝ザブングルタイプを流通させたとみられる。なお、一部の史料では惑星ゾラが大異変に見舞われる以前の旧時代に存在した機動兵器をコピーしたものではないかという推測がなされてはいるが、裏付ける証拠はない。
なお、史料『マスターファイル』によれば、第1ロットとして12機のザブングルタイプが作られ、うち2機は技術試験機としてイノセントの手元に残され、10機が2機ずつセットで各地の交易商人に入念な審査の上で売却されたと書かれている。最終生産仕様の6機は合体変形機構を廃しており、翼や車輪を持たず、背面にパックユニットを装着している。また、生産された機体には「寒冷地仕様」や「砂漠仕様」が存在するが、20機に満たない製造数のうちの何機がそれに該当したのかは不明である。
デザインは大河原邦男による。

## 変形形体
ブングル・スキッパー
上半身部を構成する機体で、トレーラーモードの時はキャブになりブングル・ローバーと連結している状態を「ザブングル・カー」とも呼ぶが、劇中でこれらの設定名が使われることは殆どなかった。
機首の左右にミサイル発射管を内蔵。装弾数は不明だが、少なくとも計6発は有している（第11話で左右3発ずつ発射）。物語序盤でも本機単体だけで戦闘をする場合もあったが戦闘力は低かったようで、ザブングルに合体して戦うケースがほとんどである。合体時には操縦座席が背部から頭部にスライド移動する。
主翼を開くと飛行はできるがあくまで短時間であり、飛行というよりは低空を滑空するような具合である。物語後半ではこの形体での運用はほとんどなかった。
先端部の収納方法は謎であり、設定書には「この部分はごまかしになります」と書かれている。
エンジンは「H5-Ⅱe V型12気筒(V12スーパーチャージド・ディーゼルエンジン)+ターボジェットエンジン2基」で、排気量は27,000cc。
ブングル・ローバー
下半身部に変形する機体で箱状のカーゴ形体から航空機形体に変形する。機首の両舷に三連装ミサイル発射管を装備。装弾数は不明だが、第11話で機体左右からロケット弾を各4発ずつ発射しているため、バランス的に12発である可能性が高い。
カーゴ状態でも一応は走行可能だが、ごく僅かのシーンしかない。飛行形は航空機形状だが、低空を短時間滑空する程度の飛行能力しかない。
ブングル・スキッパーに連結されたカーゴ形体から飛行形体への変形、さらに飛行してブングル・スキッパーとの合体まで、本機は全て無人による自律機動で行なわれ、搭乗員がいなくても合体可能である。
これらの機体性能の問題に加え、合体すると搭乗員が外に出られないため、単独運用される場面は極端に少なかった。
エンジンは「水平直立6気筒エンジン(L6エンジン)+ジェットエンジン」を両脚に各1基有する。
ザブングル・カー
ブングル・スキッパーとブングル・ローバーのカーゴ形体を連結した状態。武装をカーゴにロープで括りつけた、ザブングル・カーが劇中で良く見られた。

## 劇中の活躍
ザブングルは交易商人カーゴ一家に支給された2機のみが劇中に登場する。
当初はカーゴ一家の所有であったが、ティンプ・シャローンに両親の仇討ちを目指すジロン・アモスがその戦闘力に目をつけ、ラグ・ウラロ率いるサンドラット団との連携によりそのうち1機を強奪逃走、「三日（限り）の掟」によりジロンの所有となる。しかしカーゴ一家ボスであるキャリング・カーゴの死により一人娘エルチ・カーゴが代替わりをすると、一宿一飯の恩からジロンとサンドラット団を説得しザブングルごとカーゴ一家の一員となり、再びカーゴ一家で2機での運用が再開される。
ジロン機は、強奪逃走中の戦闘中のダメージによりブングル・スキッパー部分の翼や腕部の車輪を失い、合体変形は完全不可能となり、100％WM形体で運用されるようになる。また、物語中盤でアイアン・ギアーの同型艦のグレタ・ガリーの変形を阻止し大破、ジロン機は失われた。ウォーカー・ギャリアの登場まで主役機として活躍するのはこちらのジロン機だったが、当時の書籍等ではジロン機は「ザブングル2」あるいは「サブザブングル」と呼ばれていた。『スーパーロボット大戦』などのゲームでの呼称もそれらに準じている。
主にラグ、エルチ、ブルメらが搭乗したザブングルは原型をとどめたまま最終回まで残り、エンディングではジロンとエルチは共に燃料が底をつき、既にガス欠状態となった無傷のザブングルとウォーカー・ギャリアを放棄（戦いの無い未来を暗示）し、走り出す。
劇中ではドワス2級司政官の「この周辺のザブングルタイプといえば、アイアン・ギアーの二機しかありません」とのセリフから、登場した2機以外にも流通しているらしいことが分かる。『戦闘メカザブングル大事典』(ラポート)によれば、ザブングルタイプは他のブレーカーへの供与もあったと書かれていることからある程度の数の機体が生産されていた可能性もあるが、文献によっては、アイアン・ギアーの2機だけと述べているものもある。また、「20機に満たない数で打ち切られ、生産はウォーカー・ギャリアタイプに移行した」と記述する史料もある。
非公式なものではあるが、TVシリーズの数年後のエピソードを描いた伊藤明弘の漫画『ブルーゲイル』では、ラグの愛機として乗り継がれた。ただし、イノセントの純正部品と十分な整備が得られないまま使い続けられており、機械的寿命も近いとされている。劇中ではトラン・トランとの交戦中に脚部にミサイルの直撃を受けて大破、残った上半身も脱出時に甚大なダメージを被り、使用不可能となった。その後はラグの愛馬に「ザブングル」の名が引き継がれたという。
鈴木良武によるソノラマ文庫の小説版（全2巻）では、挿絵ではアニメ版そのままの姿に描かれているが、文章中の設定では合体変形機構は無く、また走る事さえできず、他の機種より人型に近いという特徴を除くと、機能的に一般的なWMに近い存在になっている。機体には12.7mm連装機銃と20mm機関砲が装備されており、専用の手持ち武器も登場しない上、キャリング・カーゴの死後に物資や弾薬を持ち逃げされたため、劇中一発も発砲することなく終わる。なお、もう一機のザブングルにはキッド・ホーラが搭乗してジロンを追撃するが、ほとんど活躍しない。

## 武装
ミサイルランチャー×2
ブングル・スキッパー内蔵。劇中において、WM形体で使用した事は無い。
3連装ミサイルランチャー×2
ブングル・ローバー内蔵。カーゴ形体及びWM形体では使用できない。
30mmライフル
俗称としてザブングルライフル、330ライフルとも呼ばれる。装弾数は15発、型式は「RG330B30/47/75」。ザブングルタイプ用に開発された。
4連ハンドキャノン
4連装バズーカとも呼ばれる。型式は「H4Xb-30R/L」で、口径は300mm。キャノンと呼ばれているが、実際は規格さえ合えばあらゆる砲弾を射出可能なマルチカタパルトランチャーである。ザブングルタイプ用に開発された。
3連バズーカ
正式には「B3-45C 450mmロケットランチャー」。大型WM等でも運用される物で、ザブングルタイプの装着には専用の肩部用武装マウントを用い、9連ミサイルランチャーと一緒に装着される。
9連装ロケット弾ポッド
9連ミサイルポッド、9連装ミサイルランチャーとの呼び方もされる。正式には「R9-60mmマルチプルロケットランチャー」。大型WM等でも運用される。
※胸部機関砲
史料『マスターファイル』(p44)において、他のザブングルタイプの存在と同時に公表された。胸部のリングマウントに装備される物で、50mm連装砲、37mm連装砲、20mm4連装ターレットの三種があり、変形時には機体内部に収納される。非装備の場合は胸部燃料タンクに用いる容積を増やす事ができるため、搭載せずに運用された例は多く、アイアン・ギアー所属の2機にも未搭載である。

## 備考
- ザブングルは当初予定されていた監督が交代したことによりストーリーが企画当初と大きく変わったため、世界感とメカデザインが一致していない。最初は「エクスプロイター」という宇宙ものの企画で母艦のアイアン・ギアーは宇宙空母という設定であった。番組放映時のトイのコマーシャルでは「宇宙空母から巨大ロボットに変形」というナレーションが入っている。機体解説の変形後の問題もこの設定変更のあおりである。そのため番組当初から主人公メカの乗り換えが考えられており、新メカの登場自体はスポンサーの意向とも合致した。

・当初は単体の自動車が、ロボットに変形する構想であったが～1981秋に放送開始された銀河旋風ブライガーが、車からの単体変形を先に発表したので、急遽、二台合体に変更された。
- 吉川惣司の降板の後を受けた富野由悠季は、以下の様に語っている。「ザブングルを見せられた時は、本当に正直、いいかげんにして欲しいと思った。なぜ、玩具だけが正攻法的な商品として認められるのか、という企画者の発想のナレアイさ加減にうんざりさせられた。」(日本サンライズ『戦闘メカ ザブングル記録全集(4)』p184)。
- 分離状態が「ブングル・～」と名づけられたため、「ザ」を定冠詞の "The" と考え「ザ・ブングル」と勘違いした人が少なからずいた。TVシリーズ予告編の田中崇（現・銀河万丈）のナレーションでも「戦闘メカ ザ・ブングル」というイントネーションで読まれていた。正しいつづりは "Xabungle" である。「間抜け、へまをやらかす」という意味の "bungle" に、否定を意味する "Xa" をつけて「間抜けじゃない」＝「ザブングル」としたという説がある。ただし、放映当時一部のアニメ誌では、英語のスラングで「ドジなやつ」＝「ザブングル」という説が唱えられた。そのため正反対の2説が混在している。
- ジロンの乗る破損したザブングルは設定書では「Aザブングル」となっている。また、『コミックボンボン』の情報コーナーでは「サブ・ザブングル」とされていた。
- ゲーム『スーパーロボット大戦α外伝』では、翼のない本来ジロン機であるはずのザブングルが「ザブングル2」という名前で登場しているが、当機はゲームでは基本的に一人乗りで分離も出来ないので、ゲーム内でのジロンとチルの乗機はウォーカー・ギャリア登場まで翼のあるザブングル（＝ゲーム中「ザブングル」と表記）になっていた。デフォルトでは、ラグがパイロットとして設定されていて、ラグが乗って強制出撃する機会も多い。
- なお、前述のようなツッコミネタは放映当時からあり、第16話でサンドラット全員が1台のザブングルに乗り込んで、ジロンが戦力損では無いかと言った際、ラグが「ロボットのパターンだろ？」と返しているが、これは当時、合体がメインだったスーパーロボットアニメの特色から採っている。